# Rundling (Leipzig)

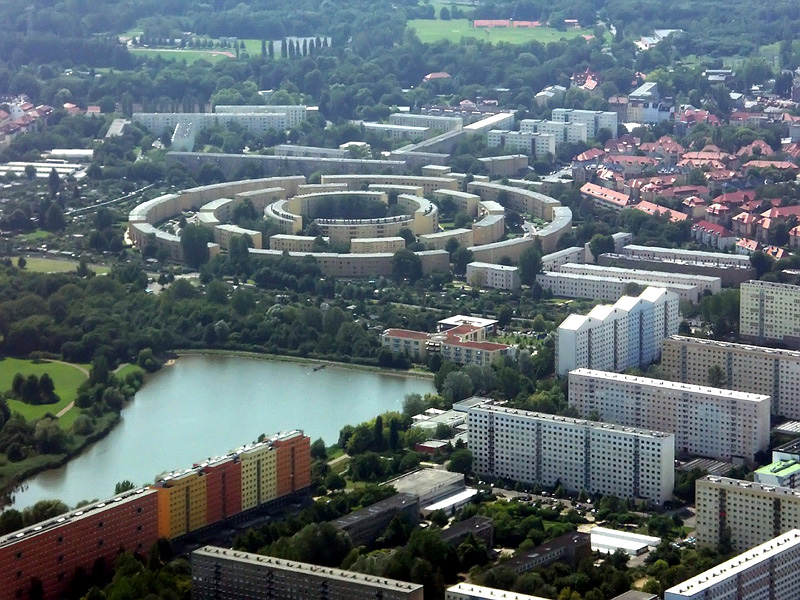
Vue aérienne (2008).

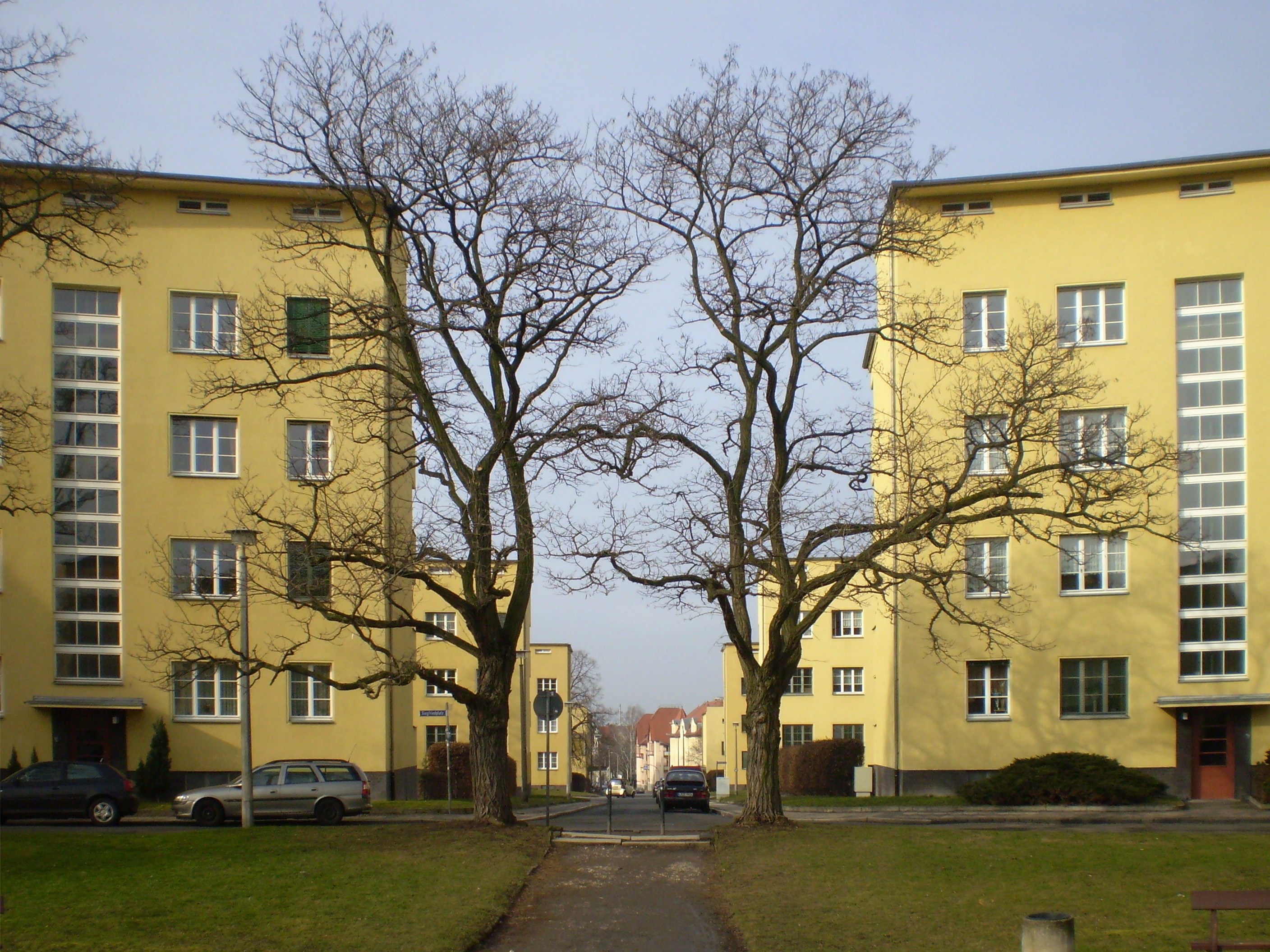
Axe occidental (2009).

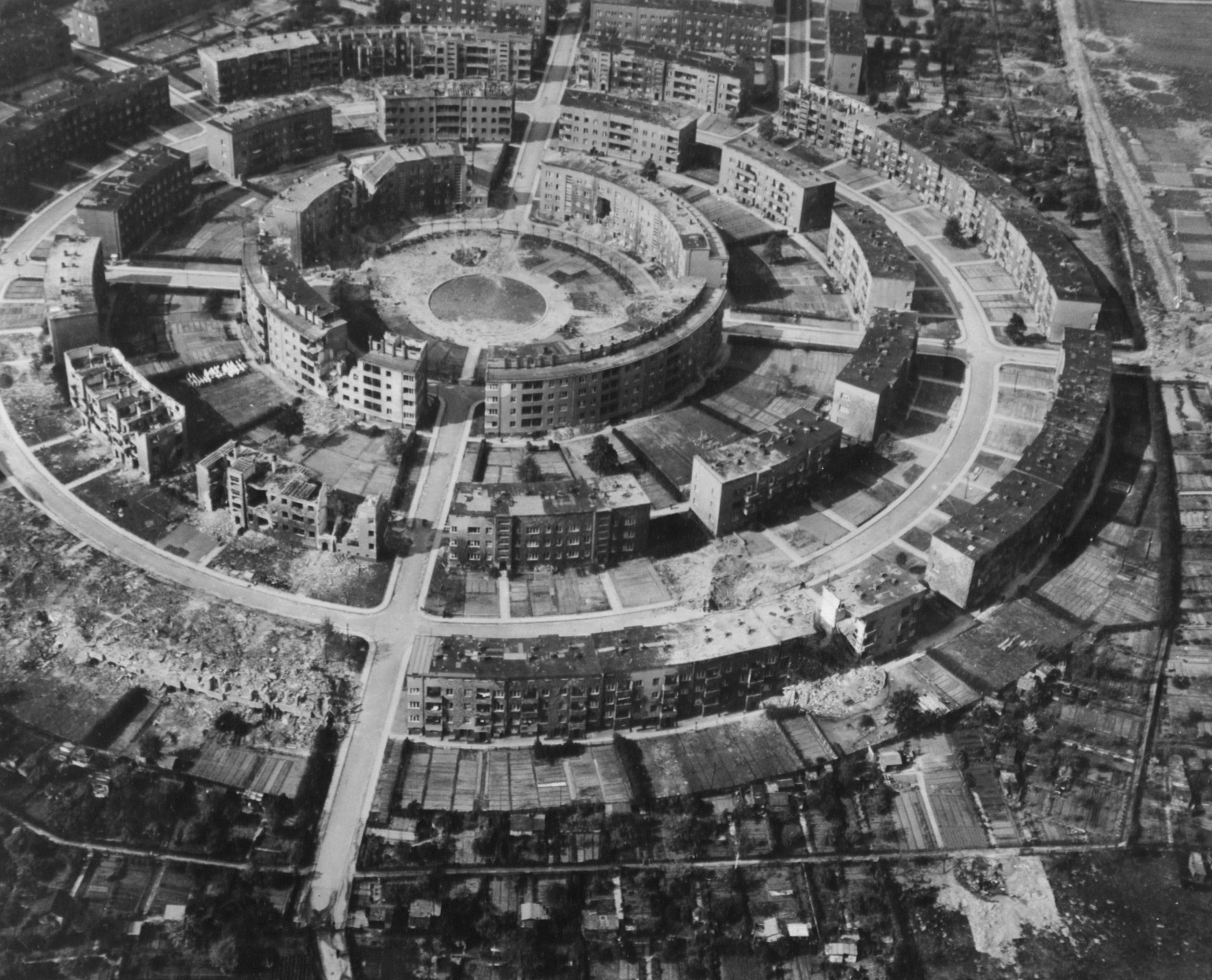
Photo aérienne datant de 1945.

Le Rundling, également connu sous le nom de Nibelungensiedlung, est un lotissement circulaire situé dans le quartier de Lößnig, à Leipzig, en Allemagne. Il est sous la Protection du patrimoine culturel.

## Histoire
À une époque de grande pénurie de logements, un complexe de logements a été construit en 1929—1930 par l'architecte et urbaniste de Leipzig Hubert Ritter. Ritter a construit 24 maisons en rangée sur une colline plate sur ce qui était alors la périphérie de la ville, disposées sous la forme de trois anneaux concentriques. L'anneau extérieur a un diamètre de 300 mètres. Ritter a mis l'accent sur l'emplacement au sommet d'une colline en concevant l'anneau intérieur pour qu'il ait quatre étages au lieu de trois. Deux axes principaux perpendiculaires entre eux et quelques entrées latérales ouvrent la zone à la circulation. L'entrée ouest est soulignée par deux bâtiments avant avec des espaces de vente au rez-de-chaussée. Les maisons des deux anneaux extérieurs sont accessibles depuis le Nibelungenring circulaire entre elles, tandis que celles de l'anneau intérieur sont accessibles depuis la Siegfriedplatz centrale.
Les bâtiments ont été construits dans le style Nouvelle Objectivité. Selon l'historien de l'architecture Winfried Nerdinger, le Rundling est un « symbole des idéaux du style de Neues Bauen de la République de Weimar. » Dans le comité du logement de la ville, il y avait une controverse sur les toits plats et raides, avec le maire Karl Rothe parmi les critiques du toit plat. Hubert Ritter n'a pu convaincre le comité de conception lors de la réunion suivante qu'en prouvant que le toit plat était moins cher que le toit en pente.
624 appartements ont été créés avec onze plans d'étage de tailles différentes et toujours conçus avec l'aspect de conditions d'éclairage optimales à l'esprit, par exemple pas de pièces à vivre orientées au nord. La Siegfriedplatz au centre du complexe, planifiée par le directeur du jardin municipal Nikolaus Molzen (1881–1954), a reçu une grande pataugeoire pour les enfants de la colonie. Selon la planification originale, une église ou un autre bâtiment spécial devait être érigé ici.
Le Rundling a subi de graves dommages pendant la Seconde Guerre mondiale. La pataugeoire a été vidée après la guerre et d'abord utilisée comme Grabeland (jardin collectif), puis une aire de repos a été créée et la piscine a été abandonnée. En 1965—1966, les bâtiments ont été partiellement reconstruits. Lors du redéveloppement immobilier de l'ensemble classé de 1993 à 1997, cinq blocs détruits pendant la guerre ont été reconstruits. Le Leipziger Wohnungs- und Baugesellschaft (LWB) a reçu le prix des constructeurs allemands (Deutscher Bauherrenpreis) pour la rénovation du Rundling,.  L'architecte mandaté était Heinz Schmitz.